# Jacques Roux
Jacques Roux (Pranzac, Charente, 21 de agosto de 1752 – Bicêtre, 10 de febrero de 1794) fue un sacerdote revolucionario francés, líder del grupo radical de los llamados enragés que estuvo estrechamente relacionado con el movimiento de los sans-culottes.

## Biografía
Fue uno de los primeros sacerdotes en prestar el juramento que establecía la Constitución Civil del Clero aprobada por la Asamblea Nacional Constituyente.
Su intervención activa en la revolución comenzó en la primavera de 1792, cuando hizo público el Discurso sobre los medios para salvar Francia y la libertad que incluía el «establecimiento de almacenes públicos en los que el precio de las mercancías se pondrá a subasta, en todas las ciudades y aldeas», y la aplicación de la pena de muerte a los «acaparadores», en un momento en que se había iniciado una aguda crisis de subsistencias que estaba afectando gravemente a las clases populares.

Como es imposible apreciar los encantos de la libertad cuando se tiene que luchar contra el hambre, la miseria y las leyes que mantienen la presión; como el comercio no puede consistir en dañar a las tres cuartas partes de los hombres, pedimos que se promulgue la pena de muerte contra los acaparadores de comestibles, contra los que con el comercio del dinero devalúan nuestra moneda, suben los productos a precios excesivos y nos precipitan al puerto de la contrarrevolución.

En diciembre de 1792, en pleno proceso de la Convención contra Luis XVI, Roux publicó su Discurso sobre el juicio de Luis el Último, sobre la persecución de agitadores, acaparadores y traidores en el que decía que no bastaba con reclamar la muerte del rey depuesto.

Es cobarde seguir tolerando a los que se apropian de los productos de la tierra y de la industria, amontonan en los graneros de la codicia los productos de primera necesidad y someten las lágrimas y el empobrecimiento del pueblo a sus cálculos.

El 20 de junio del año siguiente propuso en el club de los Cordeliers que se incluyera en el proyecto de Constitución que estaba discutiendo la Convención la pena de muerte para los acaparadores y los especuladores, pues de lo contrario «podremos decir a La Montaña: no habéis hecho nada por los sans-culottes». Cinco días después, el 25 de junio de 1793, presentaba el Comunicado a la Convención nacional en nombre de la sección de Gravilliers, de Bonne-Novelle y del club de los Cordeliers en el que se exponían las reivindicaciones de los enragés y de los sans-culottes y se conminaba a la Convención a satisfacerlas bajo amenazas. La Convención se indignó ante el tono y la actitud de Roux y lo expulsó de la tribuna. El diario de Marat L'Ami du peuple, le llamó «incendiario de la sección de Gravilliers» y Robespierre «escritor mercenario», una insinuación «absolutamente calumniosa», según el historiador Albert Soboul, porque «no puede ponerse en duda la sinceridad de los enragés, ni su ardor por la causa del pueblo».
Roux fue detenido en septiembre acusado de contrarrevolucionario. En Le Publiciste escribió: «Los hipócritas han utilizado a los Leclerc, a los Varlet, a los Jacques Roux, a las Mujeres Revolucionarias, para romper el cetro del tirano, para derrotar a la camarilla de los hombres de Estado. Hoy pisotean los instrumentos de la revolución». Según Albert Soboul, «Jacques Roux no concebía que los servicios rendidos a la Revolución no fueran suficiente aval para disculpar a los ojos de los Comités de Gobierno, preocupados por el equilibrio, la agitación a veces desordenada de los enragés y los sans-culottes avanzados, y los ataques de éstos contra la dictadura jacobina en vías de estabilización».
El 10 de febrero de 1794 se suicidó en la prisión en la que llevaba cinco meses encarcelado a la espera de ser juzgado y previsiblemente guillotinado.

## Memoria histórica
El historiador Albert Mathiez lo llamó «el sacerdote socialista» y el también historiador Maurice Dommanget «el cura rojo». Sin embargo, más recientemente Albert Soboul ha considerado que esos apelativos son «anacronismos», añadiendo a continuación: «Simplemente digamos que fue militante de una sección, ligado al pueblo y que reflejaba las aspiraciones y tendencias de éste con una penetración de espíritu, un vigor de análisis y una sinceridad y un calor en el tono poco comunes».